# Les Centurions
Les Centurions é um romance do escritor francês Jean Lartéguy. O livro inspirou o filme Lost Command, lançado em 1966 e dirigido por Mark Robson.